# Cú muỗi mỏ quặp Dulit
Batrachostomus harterti là một loài chim trong họ Podargidae.